# Angebotslücke
Um eine Angebotslücke (englisch output gap) handelt es sich in der Wirtschaft, wenn auf einem Markt das Angebot geringer ist als die Nachfrage. Gegensatz ist die Nachfragelücke. 

## Allgemeines
Funktionierende Märkte tendieren dazu, Angebots- und Nachfragemenge zum Marktpreis oder Gleichgewichtspreis zum Ausgleich zu bringen; es liegt Marktgleichgewicht vor. Angebotslücken sind dagegen ein Indiz für Marktungleichgewichte. Dann liegt der Marktpreis unter dem Gleichgewichtspreis, so dass eine Angebotslücke entsteht. Die Angebotslücke geht stets von den Anbietern aus, die ihre Kapazitäten nicht oder nur zögerlich an die langfristig gegebene Nachfrageentwicklung anpassen oder Produktionsausfälle hinnehmen müssen. Monetäres Pendant ist die Geldlücke. Eine typische Angebotslücke sind die Regallücken im Einzelhandel.

## Ursachen und Folgen
Zu einer typischen Angebotslücke kommt es beispielsweise in der Landwirtschaft, wenn Agrarprodukte wegen Dürre oder sonstigen Naturkatastrophen durch Missernten nicht in der üblichen Menge und/oder Produktqualität geliefert werden können. Zur Angebotslücke hat also nicht die – konstant gebliebene – Nachfrage beigetragen. Die Angebotslücke führt gleichzeitig zu einem Nachfrageüberhang, so dass die Nachfrage repartiert werden muss und die Agrarpreise steigen. Der Preismechanismus bewirkt schließlich eine Verringerung der Nachfrage, weil einige Nachfrager nicht bereit sind, verteuerte Produkte zu erwerben (Preis-Leistungs-Verhältnis). Wegen der Preissteigerungen kommt es zu einer Angebotslückeninflation.

## Abgrenzung
Angebotslücke und Nachfrageüberhang sind zwar modelltheoretisch das gleiche, der Unterschied zwischen beiden liegt jedoch in der Ursache der Differenz und in den Auswirkungen bezüglich Preis- und Mengenänderung. Die Unterschiede lassen sich aus folgender Tabelle ablesen:
| Marktungleichgewicht | Preisänderung   | Mengenänderung   |
| -------------------- | --------------- | ---------------- |
| Nachfrageüberhang    | Preissteigerung | Mengensteigerung |
| Nachfragelücke       | Preisrückgang   | Mengenrückgang   |
| Angebotsüberhang     | Preisrückgang   | Mengensteigerung |
| Angebotslücke        | Preissteigerung | Mengenrückgang   |

Während der Nachfrageüberhang auf eine Preis- und Mengensteigerung zurückzuführen ist, hat die Angebotslücke eine Preissteigerung bei gleichzeitigem Mengenrückgang zur Folge.
Die Ursache der Angebotslücke liegt stets beim Anbieter, nicht bei den Nachfragern. Die Produktionslücke der Makroökonomie betrachtet als volkswirtschaftliche Kennzahl ausschließlich die Abweichung des realisierten Bruttoinlandsprodukts (BIP) vom Produktionspotenzial (PP).
Betriebswirtschaftlich handelt es sich um eine Angebotslücke, wenn das Angebot an Produkten oder Dienstleistungen nicht komplett ist, weil bestimmte Produkttypen im Produktionsprogramm noch fehlen. So schließen beispielsweise Vitaminwasser die Angebotslücke zwischen Near-Water-Getränken und klassischen Softdrinks.